# Émile Wegelin
Émile Robert Wegelin (Lione, 24 dicembre 1875 – Lione, 26 giugno 1962) è stato un canottiere e pittore francese. Aveva origini svizzere.

## Biografia

### Canottiere
Da canottiere, Wegelin partecipò all'Olimpiade 1900 di Parigi nella gara di quattro con, in cui vinse la medaglia d'argento assieme a Georges Lumpp, Charles Perrin e Daniel Soubeyran.

### Pittore
Wegelin fu, in patria, un pittore piuttosto conosciuto. La sua arte fu influenzata soprattutto da pittori francesi post-impressionisti e molti dei suoi quadri furono esposti in Francia, Svizzera e Germania. I suoi modelli preferiti furono i paesaggi naturali.

## Palmarès
| Anno | Manifestazione | Sede   | Evento                    | Risultato | Note |
| ---- | -------------- | ------ | ------------------------- | --------- | ---- |
| 1900 | Olimpiadi      | Parigi | Canottaggio - Quattro con | Argento   |      |